# Play this song
「Play this song」（プレイ ディス ソング）とは、Play.Gooseの楽曲である。

## 概要
Play.Goose名義では初のオリジナルソングで、Goose houseから離れ、Play.Gooseとして新たな活動を行う上でのメンバーの決意やファンに対する想いを「音楽で伝える」をテーマとして制作された楽曲。
2018年12月22日、YouTubeにて放送の「Play.Goose #2」にて初披露された。
本作は2019年1月1日より公式ホームページ特設サイトより期間限定で無料で配信され、当初無料配信はリリースから1か月限定と告知されていたが、2019年5月末まで延長された。その後6月1日よりiTunes Storeをはじめとした音楽配信サイトでの配信が開始された。

## 収録アルバム
- ∞Answers